# Kolegium Pielęgniarek i Położnych Rodzinnych w Polsce
Kolegium Pielęgniarek i Położnych Rodzinnych w Polsce, KPiPR w Polsce (ang. College of Family Nurses and Midwives in Poland), d. Kolegium Pielęgniarek i Położnych Środowiskowych/Rodzinnych w Polsce – polskie stowarzyszenie zawodowe powstałe 23 maja 1994 roku w Warszawie. KPiPR w Polsce zrzesza pielęgniarki oraz położne, które posiadają prawo wykonywania zawodu, kwalifikacje w dziedzinie pielęgniarstwa lub położnictwa rodzinnego, pielęgniarki i położne środowiskowe zgodnie z obowiązującymi przepisami prawa oraz pielęgniarki opieki długoterminowej i paliatywnej. Kolegium Pielęgniarek i Położnych Rodzinnych jest stowarzyszeniem mającym na celu kształtowanie i doskonalenie modelu podstawowej opieki zdrowotnej w Polsce. Misją KPiPR jest wspieranie rozwoju pielęgniarstwa i położnictwa rodzinnego w Polsce.

## Cele KPiPR w Polsce
Celem Kolegium jest:
1. Opiniowanie programów kształcenia podyplomowego.
2. Integracja osób zajmujących się zagadnieniami pielęgniarstwa rodzinnego i wspieranie aktywności naukowej w tej dziedzinie.
3. Wspieranie prac badawczych z zakresu teorii i praktyki pielęgniarstwa rodzinnego oraz wymiana doświadczeń z innymi organizacjami pielęgniarskimi w kraju i zagranicą.
4. Inicjowanie i podejmowanie działań zmierzających do opracowywania i stałego doskonalenia przepisów prawnych regulujących działalność pielęgniarek i położnych rodzinnych.
5. Współpraca z samorządem zawodowym pielęgniarek i położnych mająca na celu podnoszenie i utrzymanie wysokiej jakości świadczeń zawodowych – pielęgniarskich i położniczych w podstawowej opiece zdrowotnej.
6. Udział w kształtowaniu i doskonaleniu modelu podstawowej opieki zdrowotnej w Polsce w oparciu o nowe akty prawne.

## Historia
Kolegium Pielęgniarek i Położnych Rodzinnych w Polsce to organizacja zawodowa, która odegrała istotną rolę w rozwoju praktyki pielęgniarstwa rodzinnego oraz położnictwa środowiskowego w Polsce. Jego historia sięga końca lat 90. XX wieku, kiedy to pojawiła się potrzeba zorganizowania środowiska zawodowego pielęgniarek i położnych świadczących samodzielne świadczenia zdrowotne w podstawowej opiece zdrowotnej (POZ).

### Powstanie i początki działalności
Kolegium zostało formalnie powołane do życia w 1994 roku jako odpowiedź na zmiany w systemie opieki zdrowotnej w Polsce, zwłaszcza reformę podstawowej opieki zdrowotnej, która umożliwiła pielęgniarkom i położnym zakładanie indywidualnych i grupowych praktyk. Potrzebne było wsparcie organizacyjne, doradcze i edukacyjne dla tej nowej grupy profesjonalistów – samodzielnych świadczeniodawców.
W pierwszych latach działalności Kolegium skupiło się na:
- integracji środowiska pielęgniarek i położnych rodzinnych,
- reprezentowaniu ich interesów przed instytucjami publicznymi i płatnikami świadczeń (m.in. Narodowym Funduszem Zdrowia),
- promowaniu wysokich standardów zawodowych i etycznych,
- prowadzeniu działalności szkoleniowej i doradczej.

### Rozwój i działania
W kolejnych latach Kolegium systematycznie rozszerzało zakres swojej działalności. Współpracowała także z innymi stowarzyszeniami krajowymi i międzynarodowymi, wpływając na kształtowanie polityki zdrowotnej dotyczącej opieki pielęgniarskiej i położniczej w POZ.
Ważnym aspektem działalności Kolegium było również opiniowanie projektów aktów prawnych dotyczących podstawowej opieki zdrowotnej, a także udział w konsultacjach społecznych. Kolegium stało się głosem środowiska pielęgniarek i położnych rodzinnych, zabiegając o uznanie ich roli w systemie ochrony zdrowia i walcząc o godne warunki pracy i wynagradzanie.

### Współczesna działalność
Obecnie Kolegium Pielęgniarek i Położnych Rodzinnych w Polsce pełni funkcję ważnego partnera dla Ministerstwa Zdrowia, Narodowego Funduszu Zdrowia, samorządów zawodowych (np. Naczelnej Rady Pielęgniarek i Położnych) oraz innych organizacji działających w obszarze ochrony zdrowia.
Zajmuje się m.in.:
- edukacją ustawiczną pielęgniarek i położnych,
- upowszechnianiem dobrych praktyk zawodowych,
- współtworzeniem standardów opieki pielęgniarskiej i położniczej w POZ,
- wspieraniem innowacyjnych rozwiązań w zakresie organizacji pracy i opieki nad pacjentem w środowisku domowym.

Kolegium dąży do wzmocnienia pozycji zawodowej pielęgniarek i położnych, promując ich autonomię oraz niezależność zawodową w strukturach systemu ochrony zdrowia.

## Kalendarium
Chronologia działalności Kolegium:
- 23 listopada 1993 r. – Komitet założycielski, którego członkami byli wybitni pionierzy pielęgniarstwa, wykładowcy uniwersytetów oraz przedstawiciele PTP, z pomocą ówczesnej przewodniczącej NRPiP, podjął decyzję o utworzeniu stowarzyszenia, które skupia pielęgniarki oraz położne pracujące w środowisku rodzinnym.
- 23 maja 1994 r. powstaje Stowarzyszenie Kolegium Pielęgniarek i Położnych Środowiskowych/Rodzinnych w Polsce.
- 14 lutego 1994 r. – Uchwalenie Statutu KPiPR/Ś w Polsce.
- 4 stycznia 1995 r. – Zostaje powołany pierwszy, zarazem pilotażowy, oddział terenowy, jako lokalna jednostka organizacyjna KPiPR w Polsce. Uchwałą Zarządu Głównego KPiPR z dnia 4 stycznia 1995 r. powstaje Oddział Terenowy w Krakowie.
- 21 stycznia 1995 r. – Uchwałą Zarządu Głównego z dnia 21 stycznia 1995 r. zostaje powołany Oddział Terenowy w Łodzi, zrzeszający pielęgniarki i położne środowiskowe/rodzinne w centralnej Polsce.
- 22 stycznia 1996 r. – Uchwałą Zarządu Głównego z dnia 22 stycznia 1996 r. zostaje powołany Oddział Terenowy we Wrocławiu, zrzeszający pielęgniarki i położne środowiskowe/rodzinne okręgu Dolnego Śląska.
- 29 marca 2000 r. – Uchwałą Zarządu Głównego z dnia 29 marca 2000 r. zostaje powołany Oddział Terenowy w Gorzowie Wielkopolskim, zrzeszający pielęgniarki i położne środowiskowe/rodzinne północnej części województwa lubuskiego.
- 26 kwietnia 2000 r. – Niespełna miesiąc po powstaniu OT w Gorzowie Wlkp., Uchwałą Zarządu Głównego z dnia 26 kwietnia 2000 r. zostaje powołany Oddział Terenowy w Zielonej Górze, zrzeszający pielęgniarki i położne środowiskowe/rodzinne południowej części województwa lubuskiego.
- 28 listopada 2001 r. – Uchwałą Zarządu Głównego z dnia 28 listopada 2001 r. zostaje powołany Oddział Terenowy w Opolu, zrzeszający pielęgniarki i położne środowiskowe/rodzinne województwa opolskiego i wschodniej części województwa śląskiego.
- 13 kwietnia 2002 r. – Na zebraniu Zarządu Głównego KPiPR, gremium pielęgniarskie na mocy uchwały z dnia 13 kwietnia 2002 r. postanawia powołać 3 lokalne jednostki organizacyjne Kolegium. Wówczas powstały Oddziały Terenowe w Koszalinie, Gdańsku oraz Warszawie, zrzeszające pielęgniarki i położne środowiskowe z obszaru północnej oraz centralnej Polski.
- 7 września 2002 r. – Uchwałą Zarządu Głównego z dnia 7 września 2002 r. zostaje powołany Oddział Terenowy w Szczecinie, zrzeszający pielęgniarki i położne środowiskowe/rodzinne w województwie zachodnio-pomorskim.
- 29 marca 2003 r. – Zarząd Głównego KPiPR, podczas zebrania plenarnego, na mocy uchwały z dnia 29 marca 2003 r. postanawia powołać Oddział Terenowy w Poznaniu oraz Krośnie, dając tym możliwość zrzeszenie pielęgniarek i położnych z województwa wielkopolskiego oraz podkarpackiego.
- 18 września 2004 r. – Uchwałą Zarządu Głównego z dnia 18 września 2004 r. zostaje powołany Oddział Terenowy w Przeworsku, zrzeszający pielęgniarki i położne środowiskowe ze wschodniej części województwa podkarpackiego, co z połączeniem OT w Krośnie dało rezultat powstania nieformalnego obszaru działania pn. “podkarpacie”.
- 11 grudnia 2004 r. – Uchwałą Zarządu Głównego z dnia 11 grudnia 2004 r. zostaje powołany ostatni Oddział Terenowy w Olsztynie, zrzeszający pielęgniarki i położne środowiskowe/rodzinne w województwie warmińsko-mazurskim.

## Struktura organizacyjna
Władzami Kolegium są:
1. Walne Zgromadzenie Kolegium,
2. Konwent Kolegium,
3. Zarząd Główny Kolegium,
4. Główna Komisja Rewizyjna Kolegium,
5. Zarządy Oddziałów Terenowych.

Najwyższą władzą Kolegium jest Walne Zgromadzenie, które może zostać zwołane w trybie zwyczajnym i nadzwyczajnym. Delegaci na Walne Zgromadzenie Kolegium wybierani są na okres 4 lat na zebraniu Członków Oddziałów Terenowych Kolegium wg regulaminu ustalonego przez Zarząd Główny. Zarząd Główny zwołuje Walne Zgromadzenie Kolegium w trybie zwyczajnym 1 raz w czasie trwania kadencji.

## Oddziały terenowe
Obecnie Kolegium Pielęgniarek i Położnych Rodzinnych w Polsce prowadzi działalność w ramach 6 oddziałów terenowych:
1. Oddział Terenowy w Krakowie
2. Oddział Terenowy w Poznaniu
3. Oddział Terenowy w Zielonej Górze
4. Oddział Terenowy w Olsztynie
5. Oddział Terenowy w Rzeszowie
6. Oddział Terenowy w Gdańsku

## Poczet Prezesów Zarządu Głównego KPiPR w Polsce
Prezesi Zarządu Głównego:
1. dr n. med Janina Fetlińska – Prezes KPiPR w latach 1993–1997 (I kadencja)
2. mgr Krystyna Ścisłowicz – Prezes KPiPR w latach 1997–2000 (II kadencja)
3. mgr Ewa Obrzut – Prezes KPiPR w latach 2001–2005 (III-IV kadencja)
4. dr n. biol. Maria Stachowska – Prezes KPiPR w latach 2005–2023 (V-VIII kadencja)
5. mgr Jolanta Łysak – Prezes KPiPR od 2023 (IX kadencja)